# Слобода (Рыбновский район)
Слобода — деревня в Рыбновском районе Рязанской области. Входит в Истобниковское сельское поселение.

## География
Находится в западной части Рязанской области на расстоянии приблизительно 10 км на северо-восток по прямой от железнодорожного вокзала в городе Рыбное.

## История
На карте 1850 года показана как поселение с 25 дворами. В 1859 году здесь (тогда деревня Рязанского уезда Рязанской губернии) было учтено 36 дворов, в 1897 — 41.

## Население
Численность населения: 91 человек (1859 год), 325 (1897), 3 в 2002 году (русские 100 %), 4 в 2010.